# Accord de onzième et treizième
 (mars 2023).
Si vous disposez d'ouvrages ou d'articles de référence ou si vous connaissez des sites web de qualité traitant du thème abordé ici, merci de compléter l'article en donnant les références utiles à sa vérifiabilité et en les liant à la section « Notes et références ».
Un accord de onzième est un accord contenant la onzième de la fondamentale, tandis qu'un accord de treizième contient la treizième.

## Caractéristiques

### Accord de onzième

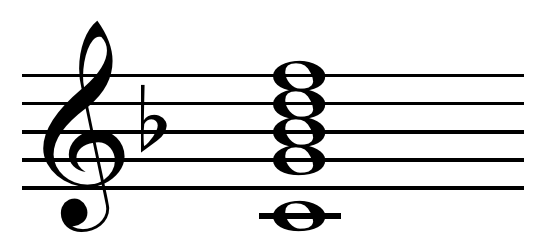
C11, accord dominant de onzième, sans la tierce.

Un accord de onzième est constitué des six notes suivantes : fondamentale, tierce, quinte, septième mineure, neuvième et onzième. Néanmoins, les accords de onzième ne comportent généralement pas la tierce, afin d'éviter une dissonance (neuvième mineure) entre la tierce et la onzième.
Un accord de onzième de dominante, comme C11 (Do11), est construit avec les notes suivantes : do (fondamentale), sol (quinte), sib (septième mineure), ré (neuvième), fa (onzième).
Généralement, la onzième parfaite est ajoutée aux accords mineurs (Cm11 ou Dom11 contient les notes suivantes : do (fondamentale), mib (tierce mineure), sol (quinte), sib (septième mineure), ré (neuvième), fa (onzième)). 

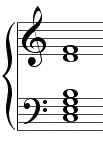
Cmaj11.

Un accord de onzième peut également être de onzième majeure : Cmaj11 contient les notes do (fondamentale), mi (tierce majeure), sol (quinte), si (septième majeure), ré (neuvième), fa (onzième).
En jazz, la onzième peut être augmentée. 
Le rapport acoustique entre la fondamentale et la onzième est de 11/4.
L'accord de onzième est considéré comme une appogiature ou retard de la tonique, superposition d'un accord de septième de dominante sur basse de tonique, la onzième étant donc retard de la dixième. De plus, cet accord, tout comme l'accord de treizième de tonique n'est jamais présenté en position inversée.

### Accord de treizième
En harmonie tonale, un accord de onzième peut être un accord de septième de dominante placé sur la tonique (exemples A et C) ; de la même façon, un accord de treizième tonique peut être un accord de neuvième de dominante placé sur la tonique (exemples B et D). Dans ce dernier cas, la neuvième — c'est-à-dire la treizième ou sixte de la tonique — peut être majeure (exemple B) ou mineure (exemple D). Dans ces accords, la tonique est toujours à la basse : en conséquence, quelle que soit la disposition des notes de l'accord de dominante, on[Qui ?] considère que les accords de onzième et treizième tonique sont « toujours à l'état fondamental »[réf. nécessaire]. La tierce — c'est-à-dire la sensible —, la quinte, la septième et la neuvième de l'accord de dominante placé sur la tonique, doivent être analysées comme des notes étrangères placées sur temps fort — ou partie forte de temps —, se substituant passagèrement aux notes réelles de l'accord de tonique.
l'accord de treizième de tonique n'est jamais présenté en position inversée.

## Emploi en musique tonale
Chacun de ces accords peut être employé comme accord à retards simultanés (exemple C), comme accord à appoggiatures simultanées (exemple D), ou encore, comme accord sur pédale inférieure (exemples A et B).
En tant qu'accord à retards simultanés, sa préparation s'effectue conformément aux règles des autres retards. En tant qu'accord à appoggiatures, sa préparation s'effectue en le faisant précéder d'un accord de dominante. Sur pédale inférieure, l'accord n'a pas besoin de préparation.
L'enchaînement naturel — la résolution — se fait sur l'accord de tonique, la basse restant en place, les autres notes procédant par mouvement conjoint. Des enchaînements exceptionnels peuvent avoir lieu, analogues à ceux qui succèdent aux accords de septième et neuvième de dominante.
À quatre voix (exemples A et B), on supprime la dominante ou bien sa quinte, ou encore, ces deux notes à la fois pour ce qui est de l'accord de treizième tonique (exemple B). L'accord de onzième tonique ne peut être complet qu'à cinq parties (exemple C) ; celui de treizième tonique, ne peut l'être qu'à six parties.
Lorsque ces accords peuvent être analysés comme des appoggiatures ou des retards, on peut les chiffrer à la manière des retards simultanés, au moyen des lignes horizontales prolongeant les notes de l'accord de dominante au-dessus de la tonique (exemples C et D). Lorsque ces accords sont employés sur pédale inférieure, on peut les chiffrer de la manière suivante :
- l'accord de onzième tonique : « +7 » — qu'il soit complet ou non ;
- l'accord de treizième tonique majeure : « +7 » et « 6 » lorsqu'il est incomplet, ou : « 5 », « +7 » et « 6 », lorsqu'il est complet ;
- l'accord de treizième tonique mineure : « 6 » et « +7 » lorsqu'il est incomplet, ou : « 5 », « 6 » et « +7 », lorsqu'il est complet.